# Washington Square (San Francisco)

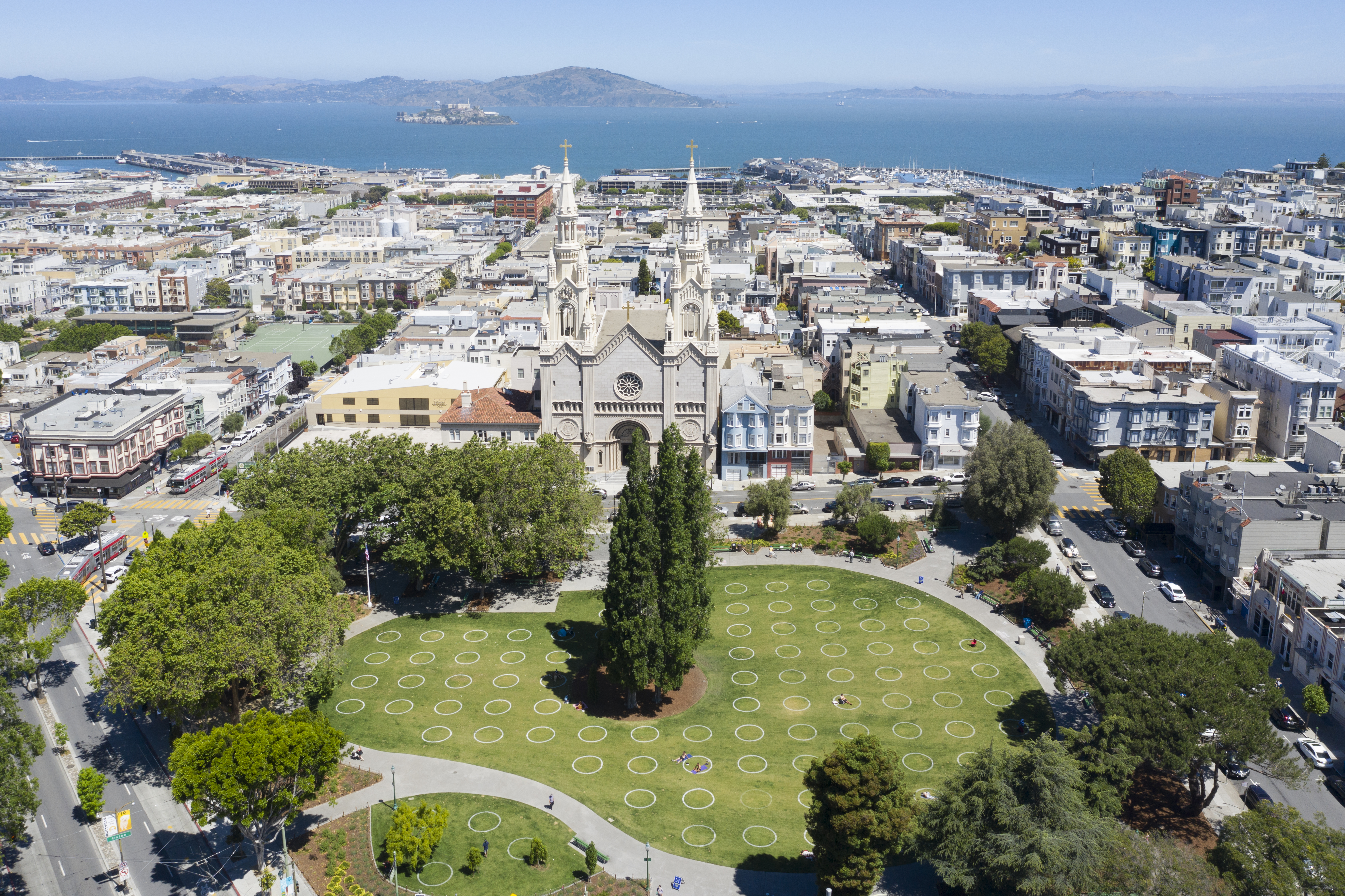
Washington Square mit der Saints Peter and Paul Church, im Hintergrund die Insel Alcatraz

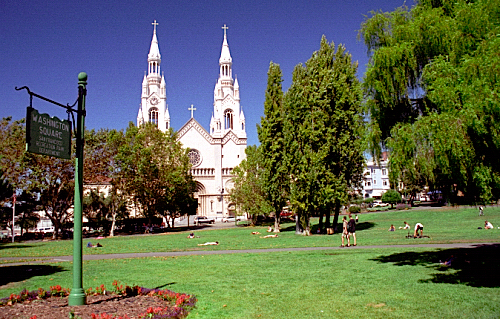
Der Washington Square, im Hintergrund die Saints Peter and Paul Church

Der Washington Square ist ein 1,21 Hektar großer Stadtpark im Bezirk North Beach von San Francisco.

## Lage
Er liegt an der Filbert Street direkt gegenüber der Saints Peter and Paul Church.

## Geschichte

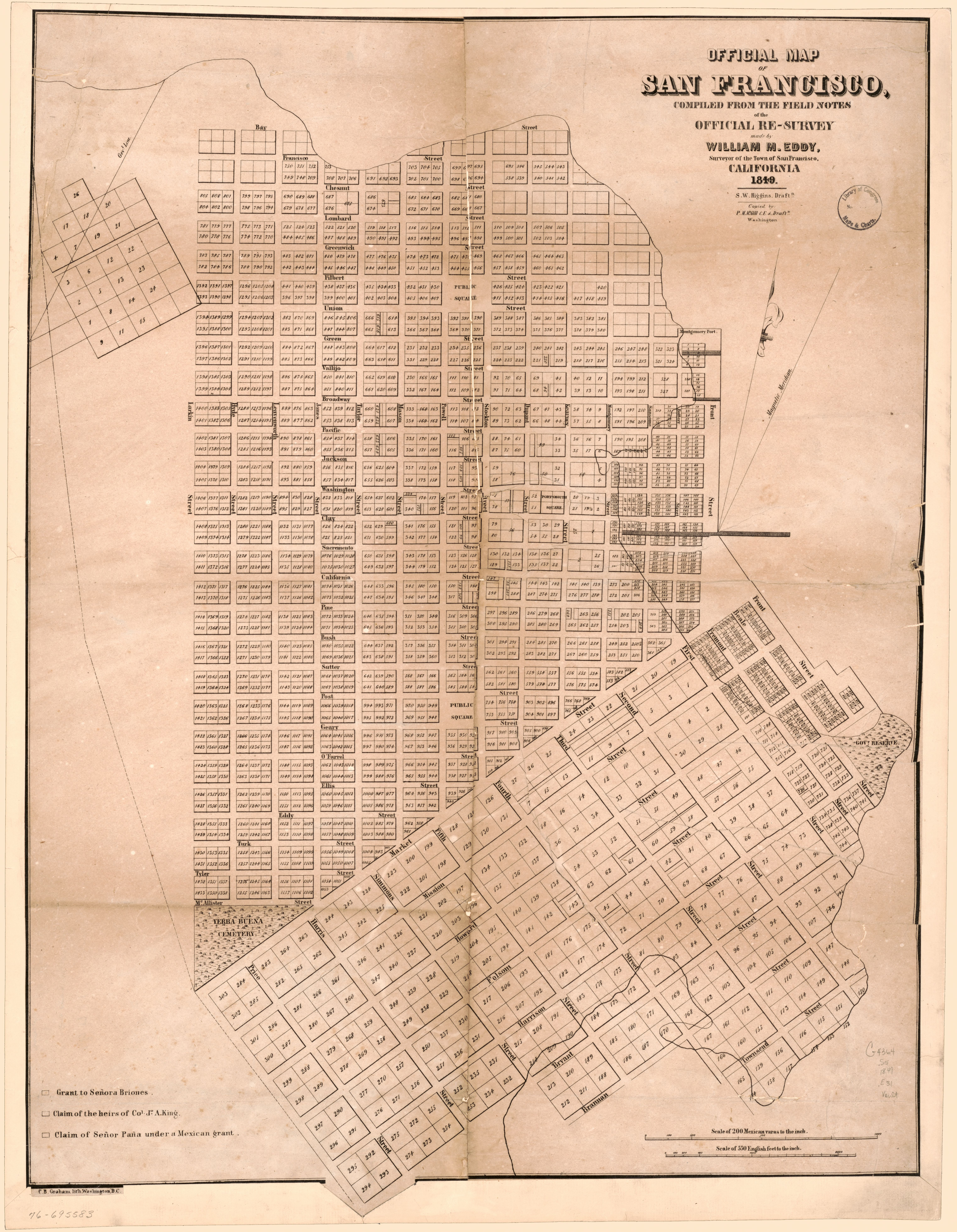
Stadtplan San Francisco von William M. Eddy (1849)

Um 1830 – spätestens 1844 – nutzte die Mexikanerin Juana Briones y Tapia de Miranda die unbebaute Fläche zu Gemüseanbau und Rinderhaltung. Als der Stadtplaner Jasper O’Farrell 1847 die Straßen der Stadt als Schachbrettmuster (englisch grid pattern) anlegte, ließ er diesen Teil an der Filbert Street unbebaut. Diese Fläche ist auf dem Stadtplan von William Mathewson Eddy aus 1849 noch als „öffentlicher Platz“ (englisch Public Square) eingetragen und wurde in jenem Jahr zum Stadtpark deklariert. Der erste Bürgermeister John White Geary erklärte 1850 die Fläche offiziell zum „Public Square“. Die vorwiegend im North Berach lebende italienische Gemeinde („Little Italy“) nannte ihn „den Garten“ (italienisch il giardino). Die offizielle Benennung der Fläche in „Washington Square“ erfolgte vor 1871. Das ursprüngliche Viereck des Parks wurde nach 1875 von der neu gebauten Columbus Avenue durchquert, so dass der südwestliche Teil des Parks verloren ging. Der Washington Square diente als Fluchtpunkt für Feuer am Telegraph Hill (1884 und 1901); nach dem Erdbeben von San Francisco 1906 beheimatete er ab April 1906 etwa 600 in Zelten lebende wohnungslose Erdbebenopfer. Die Statue des Benjamin Franklin stand seit 1879 in der Kearny Street und wurde 1904 einschließlich der Zeitkapsel (englisch time capsule) zum Park umgesiedelt. Die Zeitkapsel durfte 1979 geöffnet werden und wurde durch eine neue ersetzt, die im Jahre 2079 geöffnet werden darf. Im Jahre 1933 wurde ein Monument von Haig Patigian über die Freiwillige Feuerwehr von San Francisco aufgestellt. 
1958 wurde der Park durch die Landschaftsarchitekten Douglas Baylis und Lawrence Halprin völlig neu gestaltet, indem sie den von Zypressen und Platanen bestandenen Rasen unter anderem mit Gehwegen durchzogen.

## Heute
Der Washington Square ist älter als der berühmtere Golden Gate Park, der erst im April 1870 eröffnet wurde. Der Washington Square ist als US City Landmark Nr. 226 registriert. Der von Läden und Restaurants umsäumte Park dient heute der Erholung und wird für Picknicks genutzt.